# 藤田芳正
藤田 芳正（ふじた よしまさ、1979年7月23日 - ）は、埼玉県出身の元サッカー選手。現役時代のポジションはミッドフィールダー。

## 来歴
中学校時代に高円宮杯の埼玉県大会3位、高校時代にサッカー部で全国高校総合体育大会準優勝2回、第76回全国高校サッカー選手権大会準優勝の経験がある。
帝京高校時代は、2学年上に松波和幸（松波正信の弟）、依田光正、留学生の吉成大と江田広（共にペルー人）、同級生には中田浩二、木島良輔、貞富信宏がいる。順天堂大学時代には、全日本大学選抜として東アジア競技大会、ユニバーシアードの優勝経験もある。
2002年に順天堂大学からモンテディオ山形に加入。2年間在籍し、2002年にJ2リーグで21試合に出場し、怪我のため2003年の終了後に退団した。
退団後は順天堂大学大学院に入り直してコーチング・スポーツ医学を学び、サッカー指導者を目指す。B級コーチライセンス、中学校・高等学校教諭専修免許状（保健体育）を取得。袖ヶ浦高校、東工大附属、芝高校、母校・帝京高校での指導を経て、2013年より順天堂大学スポーツ健康科学部スポーツ医学非常勤助手。また、2016年より東京都清瀬市のサッカースクール「Guerrero Football Academy」のコーチも務める。かつてはジュニアユース「東京・清瀬VALIANT」の担当コーチでもあった。

## 個人成績
| 国内大会個人成績 | 国内大会個人成績 | 国内大会個人成績 | 国内大会個人成績 | 国内大会個人成績 | 国内大会個人成績 | 国内大会個人成績 | 国内大会個人成績 | 国内大会個人成績 | 国内大会個人成績 | 国内大会個人成績 | 国内大会個人成績 |
| 年度             | クラブ           | 背番号           | リーグ           | リーグ戦         | リーグ戦         | リーグ杯         | リーグ杯         | オープン杯       | オープン杯       | 期間通算         | 期間通算         |
| 年度             | クラブ           | 背番号           | リーグ           | 出場             | 得点             | 出場             | 得点             | 出場             | 得点             | 出場             | 得点             |
| 日本             | 日本             | 日本             | 日本             | リーグ戦         | リーグ戦         | リーグ杯         | リーグ杯         | 天皇杯           | 天皇杯           | 期間通算         | 期間通算         |
| ---------------- | ---------------- | ---------------- | ---------------- | ---------------- | ---------------- | ---------------- | ---------------- | ---------------- | ---------------- | ---------------- | ---------------- |
| 2002             | 山形             | 24               | J2               | 21               | 1                | -                | -                | 0                | 0                | 21               | 1                |
| 2003             | 山形             | 23               | J2               | 0                | 0                | -                | -                | 0                | 0                | 0                | 0                |
| 通算             | 日本             | 日本             | J2               | 21               | 1                | -                | -                | 0                | 0                | 21               | 1                |
| 総通算           | 総通算           | 総通算           | 総通算           | 21               | 1                | 0                | 0                | 0                | 0                | 21               | 1                |